# شيكولا
شيكولا هي قرية تقع في إقليم أراد في رومانيا. تبعد عن أراد 51 كم.

## السكان
حسب إحصائيات 2002 بلغ عدد سكان القرية 4,591 نسمة.